# Пакало Олексій Іванович
Олексі́й Іва́нович Па́кало (13 березня 1984 — 31 серпня 2014) — сержант Збройних сил України, учасник російсько-української війни.

## Короткий життєпис
Народився 1984 року в смт Пересічне (Дергачівський район, Харківська область). Закінчив ЗОШ в Пересічній, Харківське ВПУ № 6.
У 2002—2003 роках пройшов строкову, в/ч 3004, Донецьк. По демобілізації працював експедитором у ТзОВ «Алло», потім — в Харківському слідчому ізоляторі № 27. Проживав у місті Київ. 2009 року заочно закінчив Українську інженерно-педагогічну академію. Від жовтня 2009 року — сержант, головний сержант взводу 30-ї окремої механізованої бригади.
З літа 2014 року брав участь в антитерористичній операції на сході України.
Загинув 31 серпня 2014 року під час виконання бойового завдання під Лутугиним.
Похований в Пересічному.

## Нагороди та вшанування
За особисту мужність і героїзм, виявлені у захисті державного суверенітету та територіальної цілісності України, вірність військовій присязі під час російсько-української війни, відзначений — нагороджений
- 15 травня 2015 року — орденом «За мужність» III ступеня (посмертно)[1]
- почесний громадянин Дергачівського району (посмертно, 2015)
- Його портрет розміщений на меморіалі «Стіна пам'яті полеглих за Україну» у Києві: секція 4, ряд 5, місце 1
- Вшановується 31 серпня на щоденному ранковому церемоніалі вшанування українських захисників, які загинули цього дня у різні роки внаслідок російської збройної агресії[2]